# Джангуанцайлин
Джангуанцайлин е планина в Североизточен Китай, в провинции Хъйлундзян и Дзилин, северозападна част на Манджуро-Корейските планини. Дължина от североизток на югозапад около 420 km, максимална височина 1690 m. Разположена е между река Сунгари на север и юг и десните ѝ притоци Монюхъ и Маянхъ на запад и Мудандзян на изток. Изградена е основно от гранити и гнайси, а склоновете ѝ са покрити с иглолистни и широколистни гори. През централната ѝ част преминава участък от жп линията Харбин – Владивосток, а през южната – участък от жп линията Чанчун – Владивосток.